# Avard Moncur
Avard Moncur (Nassau, Bahama-szigetek, 1978. november 2. –) világbajnok bahamai atléta, futó.
A 2008-as pekingi olimpián a selejtezőben segítette a végül ezüstérmes bahamai váltót.
2001-ben az edmontoni világbajnokságon megnyerte a négyszáz méteres síkfutást. Hazája váltójával további négy világbajnoki érme van. Edmontonban arany-, Párizsban bronz-, Helsinkiben és Oszakában pedig ezüstérmes lett a bahamai csapattal.

## Egyéni legjobbjai
Szabadtér
- 200 méter sík – 20,89
- 400 méter sík – 44,45
- 400 méter gát – 53,23

Fedett pálya
- 400 méter sík – 46,35